# Adut Akech
Adut Akech Bior (Zuid-Soedan, 25 december 1999) is een Zuid-Soedanees-Australisch model.

## Biografie
Akech werd geboren terwijl haar ouders vanwege een burgeroorlog op de vlucht waren op de route van Zuid-Soedan naar Kenia. Haar vroegste jaren bracht ze door in een vluchtelingenkamp in Kakuma, Kenia. Op haar zesde kreeg haar familie toestemming te emigreren naar Australië. Voor de emigratie verhuisden ze eerst naar de Keniase hoofdstad Nairobi, waarna ze naar het Australische Adelaide gingen.
In Australië kon ze eindelijk naar school. In de klas stond ze bekend als 'Mary', omdat de leraren haar naam niet konden uitspreken.
Hoewel Akech al op jonge leeftijd werd benaderd door modellenbureaus, begon ze pas op haar zestiende met modellenwerk. In 2016 werd ze gecast voor de Saint Laurent-show in Parijs. Sinds die tijd heeft ze al voor vele grote merken gelopen als Valentino, Chanel, Alexander McQueen, Calvin Klein, Miu Miu, Prada en Versace. In 2019 werd Akech op de British Fashion Awards verkozen tot Model of the Year.
Ze zet zich sinds 2019 in voor de UNHCR, de vluchtelingenorganisatie van de Verenigde Naties, om vluchtelingen te helpen.